# Дастін Пеннер
Дастін Пеннер (англ. Dustin Penner; нар. 28 вересня 1982, м. Вінклер, Канада) — канадський хокеїст, лівий/правий нападник. Виступає за «Лос-Анджелес Кінгс» у Національній хокейній лізі.
Виступав за Університет Мена (NCAA), «Цинциннаті Майті-Дакс» (АХЛ), «Анагайм Дакс», «Портленд Пайретс» (АХЛ), «Едмонтон Ойлерс».
В чемпіонатах НХЛ — 489 матчів (135+126), у турнірах Кубка Стенлі — 57 матч (10+20).
Досягнення
- Володар Кубка Стенлі (2007, 2012).